# أولمبياد الشطرنج ال18
أولمبياد الشطرنج 1968  هي منافسة عالمية نظمها الاتحاد الدولي للشطرنج من 17 أكتوبر إلى 7 نوفمبر 1968 بمدينة لوغانو السويسرية. حيث تحتل المسابقة الترتيب الثامن عشر من بين سلسلة مسابقات أولمبياد الشطرنج، و المقامة كل سنتين.
حصل فريق الاتحاد السوفيتي، والذي حصد آنفًا تسعُ أوسمة أستاذ كبير (شطرنج) لصالحهم، على الميدالية الذهبية التاسعة على التوالي. وكان نصيب الميداليتين الفضية والبرونزية لصالح يوغوسلافيا وبلغاريا بالترتيب.

## الدول المشاركة
ضمت المسابقة لاعبي الشطرنج من جميع أنحاء العالم لتُشَكل 53 فريقًا مختلفًا من دول مختلفة.
وتضم الدول الـ53 المشاركة في المسابقة ما يلي:
- أندورا.
- بريطانيا.
- هولندا.
- جزر العذراء البريطانية.
- الأرجنتين.
- فنلندا.
- النرويج.
- فنزويلا.
- استراليا.
- فرنسا.
- باراغواي.
- الولايات المتحدة.
- استريا.
- اليونان.
- بولندا.
- تركيا.
- بلجيكا.
- هونغ كونغ.
- البرتغال.
- تونس.
- البرازيل.
- المجر.
- بورتوريكو.
- جمهورية جنوب أفريقيا.
- بلغاريا.
- آيسلندا.
- رومانيا.
- سكوتلندا.
- كندا.
- ايرلندا.
- سنغافورا.
- الاتحاد السوفيتي
- كوستا ريكا.
- فلسطين المحتلة.
- اسبانيا.
- كوبا.
- ايطاليا.
- المانيا الغربية.
- قبرص.
- لبنان.
- يوغوسلافيا.
- تشيكوسلوفاكيا.
- لوكسمبورج.
- السويد.
- الدنمارك.
- موناكو.
- سويسرا.
- الجمهورية الدومينيكية.
- منغوليا.
- المانيا الشرقية.
- المغرب.
- الفلبين.